# Zvjezdane staze 4: Putovanje kući
Zvjezdane staze 4: Putovanje kući (eng. Star Trek IV: The Voyage Home) je američka ZF komedija iz 1986. godine. To je četvrti film temeljen na televizijskoj seriji Zvjezdane staze te završava priču započetu s prethodna dva filma. Radnja se odvija oko bivše posade svemirskog broda USS Enterprise koji putuju natrag u prošlost, u San Francisco 1980-ih, kako bi donijeli dva grbava kita natrag u budućnost i tako spasili Zemlju. Nakon što je režirao prethodni film, Potraga za Spockom, glumac Leonard Nimoy je prihvatio ponudu režiranja i četvrtog, uz veće slobode koje su mu date. Nimoy i producent Harve Bennett su zamislili priču s ekološkom porukom i bez zlikovaca. Studio Paramount nije bio zadovoljan prvim nacrtom scenarija, te je stoga unajmljen Nicholas Meyer, redatelj drugog filma, Osveta Khana, koji je napisao različite dijelove novog scenarija s Bennettom, uz odobrenje Nimoyja, glavnog glumca Williama Shatnera i Paramounta. 
Glavno snimanje počelo je 26. veljače 1986., a snimalo se u San Franciscu. Malo kitova u filmu je bilo stvarno; većina su bili animatroničke lutke s pokretnim motorima. Povratak kući imao je premijeru 26. studenog 1986., te je postao vrlo uspješan. Humor i neobična priča primili su pohvale kritičara i obožavatelja serije, koji su ih primili kao osvježenje u usporedbi s prva tri ozbiljna i tmurna filma. Film je zaradio preko 133 milijuna $ diljem svijeta, pobrao je nekoliko nagrada a nominiran je za četiri Oscara u tehničkim kategorijama.

## Radnja
Godine 2286., velika cilindrična sonda putuje svemirom. Kako se približava Zemlji, šalje neshvatljiv signal u šiframa te onesposobi dotok struje po cijeloj planeti, stvarajući pri tom snažne oluje i katastrofične oblake. Zemlja pošalje poziv upomoć. Bivša posada USS Enterprisea - James T. Kirk, Spock, Dr. McCoy i drugi - putuje u klingonskom svemirskom brodu prema Zemlji te očekuju suđenje za krađu i uništenje Enterprisea. Kada Spock čuje signal sonde, shvati da je identičan zvukovima izumrlog grbavog kita, te da će stvarati kaos dok ne primi odgovor. Ekipa upotrijebi brod kako bi u kružnom putovanju brzinom svjetlosti zaobišli Sunce te se tako vrate natrag u prošlost, u 1986. godinu.
Namjeravaju pronaći par kitova i dovesti ih natrag u budućnost, kako bi zaustavili sondu. Ipak, manevar je iscrpio snagu broda, pa odluče sletjeti u San Francisco, sakriti brod te krenuti u ostvarivanje svojeg zadatka. Kirk i Spock krenu u potragu za kitovima, dok Montgomery Scott, Leonard McCoy i Hikaru Sulu stvaraju akvarij koji će poslužiti za prijevoz istih. Uhura i Pavel Chekov moraju pronaći način kojim bi obnovili energiju kristala na brodu. 
Kirk i Spock otkriju mužjaka i ženku kitova u institutu u kojem radi Dr. Gillian Taylor, te saznaju da će ih ubrzo osloboditi u more. Kirk i Spock se upoznaju s Taylor te steknu njeno povjerenje. Usprkos prvotnom čuđenju, uspiju ju uvjeriti da će kitovima biti dobro u budućnosti te da će tako obnoviti vrstu. U međuvremenu, Scott, McCoy i Sulu trguju formulom za prozirni aluminij za materijal koji im treba za akvarij. Međutim, Uhura i Chekov upadnu u nevolje na nuklearnom brodu jer ih smatraju ruskim špijunima. Chekov je ozljeđen te ga vojska šalje na operaciju. Kirk, McCoy i Taylor ga spase iz bolnice te mu daju primjereniju terapiju koja ga izliječi. 
Taylor sazna da su kitovi pušteni ranije te daje njihove kodove Kirku. Svemirski brod uspijeva teleportirati dva kita taman prije nego postanu meta kitolovaca na moru. Ekipa se potom vrati natrag u 23. stoljeće zajedno s Taylor, koja je htjela poći s njima. Natrag na Zemlji, svemirski brod se sruši u more i oslobodi kitove koji odgovore na signal sonde koja prestane sa štetnim ponašanjem te se vrati natrag u svemir. Sve optužbe protiv Enterprise ekipe su odbačene; ipak, zbog odbijanja naredbe nadređenog, Kirku je smanjen status s admirala na kapetana. Ekipa ulazi u novi svemirski brod, Enterprise NCC-1701-A, te očekuje novu misiju. 

## Glavne uloge
| William Shatner (lijevo) i Leonard Nimoy (desno) su ponovili svoje uloge Kirka i Spocka i u četvrtom filmu |  | William Shatner (lijevo) i Leonard Nimoy (desno) su ponovili svoje uloge Kirka i Spocka i u četvrtom filmu |
| William Shatner (lijevo) i Leonard Nimoy (desno) su ponovili svoje uloge Kirka i Spocka i u četvrtom filmu |  | |

- William Shatner kao James T. Kirk, bivši zapovjednik Enterprisea. Shatner nije bio voljan ponoviti ulogu Kirka dok nije dobio plaću od 2 milijuna $ te obećanje da će režirati sljedeći film.[1] Shatner je opisao humorističnost Povratka kući kao komičnu kvalitetu koja "je na granici da bude parodija, ali to nije, kao da likovi u predstavi imaju veliku količinu veselja u sebi, veselja života."[2]

- Leonard Nimoy kao redatelj filma i Spock, koji je "oživljen" u prethodnom filmu. U ovoj priči se teško snalazi u San Franciscu 1980-ih, jer ne shvaća zašto ljudi stalno psuju. Nosi povez iznad čela kako bi sakrio šiljaste uši.

- DeForest Kelley kao doktor Leonard McCoy, koji dobiva razne komične dijaloge. Njegov biografer Terry Lee Rioux je napisao da je u filmu "izgleda glumio izravnog čovjeka dosljednog samog sebi".
- Montgomery Scott kao James Doohan, koji je u filmu u timu s McCoyjom jer je producent Harve Bennett smatrao da Kelley ima dobru kemiju s njim, a njih dvojica kao da su ispala iz "starog vodviljskog stripa".[3] Ostali članovi Enterpriseove posade su George Takei kao Hikaru Sulu, Walter Koenig kao Pavel Chekov i Nichelle Nichols Uhura. Koenig je komentirao kako je Chekov bio "užitak" za glumiti jer je najbolje funkcionirao u komičnim situacijama.[4]

- Catherine Hicks kao doktorica Gillian Taylor, koja radi u oceanskom institutu u San Franciscu 1980-ih. Počele su kružiti glasine da je njena uloga stvorena samo zato što je Shatner zahtijevao ljubavnu partnericu, koju je redovito imao u televizijskoj seriji, ali koja nije postojala u prva tri filma. Scenarist Nicholas Meyer je to osporio, napomenuvši da je nadahnuće za Taylor našao u biologinji koju je vidio u dokumentarcu o kitovima koji je producirao National Geographic.[5] Nimoy je izabrao Hicks nakon što ju je pozvao na ručak zajedno sa Shatnerom te primijetio kemiju između njih dvoje.[6]

Majel Barrett ponavlja ulogu kao Christine Chapel, ravnateljicu zdravstvene skrbi. Mnoge njene opširne scene su na kraju skraćene u završnoj verziji filma, što je razljutilo glumicu. U filmu, na kraju izgovara samo jedan dijalog i ima scenu reakcije. Mark Lenard i Jane Wyatt glume veleposlanike Sareka i Amandu Grayson, Spockove roditelje. Wyatt je izjavila da, iako ne voli raditi s glumcima-redateljima, je utvrdila da je Nimoy bio iznimka jer se mogao usredotočiti i na svoju ulogu i na davanje uputa filmskoj ekipi. Robin Curtis glumi Saavikicu, poručnicu Svemirske flote.
Film ima i nekoliko cameo uloga. Madge Sinclair ima nepotpisanu ulogu zapovjednice USS Saratoge. Pjevačica Jane Wiedlin se nakratko pojavljuje kao službenica Svemirske flote. John Schuck je klingonski veleposlanik, Robert Ellenstein je predsjednik Federacije, a Brock Peters je admiral Cartwright. Grace Lee Whitney ponavlja ulogu kao Janice Rand iz serije.

## Produkcija
Prije premijere trećeg filma, Potrage za Spockom, Leonard Nimoy je zamoljen da se vrati u ulozi redatelja i u sljedećem filmu. Pošto je bio pod određenim ograničenjima u trećem filmu, Paramount je obećao dati mu veću slobodu u četvrtom dijelu. "[Paramount] je izravno rekao da žele moju viziju," prisjeća se Nimoy. Nakon teških, dramatičnih prethodnih filmova o Zvjezdanim stazama, Nimoy i producent Harve Bennett su ovog puta htjeli lakši film bez pravog zlikovca. Pošto se William Shatner nećkao vratiti franšizi, Nimoy i Bennett su osam mjeseci razmatrali mogućnost prednastavka o likovima u Svemirskoj akademiji, dok Shatner napokon nije prihvatio ulogu nakon što su mu povećali honorar. I Nimoy i Shatner su svaki pojedinačno dobili 2,5 milijuna $ za film, a zbog takvog povećanja plaća za glumce, Paramount je stvorio novu televizijsku seriju, Star Trek: The Next Generation (1987.), s manje skupim, nepoznatim glumcima.
Usprkos Shatnerovoj skepsi, Nimoy i Bennett su izabrali priču o putovanju kroz vrijeme u kojoj posada nailazi na problem koji se jedino može riješiti u prošlosti. Razmatrali su ideje o tvorcu violine i naftnim rudarima, ili o bolesti čiji se lijek jedino može naći u uništenoj kišnoj prašumi. "Međutim, opisi tisuće bolesnih i umirućih ljudi nisu se poklapali s idejom za malo lakši film, a misao o putovanju u prošlost 600 godina unatrag kako bi naša posada donijela neku ribu nije bilo osobito uzbudljivo," objasnio je Nimoy. Kasnije je pročitao knjigu o izumrlim životinjama i smislio priču koja je naposljetku prihvaćena. Nimoy se dosjetio ideje o kitovima te kako bi njihova pjesma mogla spasiti Zemlju.
Nimoy je kontaktirao pisca Daniela Petriea, Jr., scenarista filma Policajac s Beverly Hillsa, kako bi napisao scenarij, kada se pojavila ideja koju je producent Jeffrey Katzenberg opisao kao "ili najbolju ili najgoru ideju na svijetu" —obožavatelj Zvjezdanih staza Eddie Murphy je iskazao želju za glavnom ulogom u filmu. Nimoy i Murphy su se složili da bi njegova uloga privukla i ljude koji nisu obožavatelji Zvjezdanih staza pošto je Murphyjeva popularnost tada rasla, ali je isto moglo biti da će film biti ismijan. Steve Meerson i Peter Krikes su unajmljeni kako bi napisali scenarij u kojem Murphy glumi profesora na sveučilištu koji vjeruje u izvanzemaljce i voli slušati pjesme kitova. Murphyju se uloga nije svidjela jer je htio igrati vanzemljca ili službenika Svemirske flote, te je stoga izabrao ulogu u filmu Zlatno dijete—odluka koju je Murphy kasnije zažalio. Njegov lik je kasnije kombiniran u biologinju i žensku novinarku za ulogu Gillian Taylor, koja je na kraju završila u filmu.
Paramount nije bio zadovoljan scenarijem, pa je stoga Dawn Steele pitao Nicholasa Meyera, scenarista i redatelja drugog filma, Osveta Khana, bi li pomogao ispraviti ga. Meyer nije pročitao raniji scenarij te su on i Bennett podijelili priču na dva dijela: Bennett je napisao prvu četvrtinu priče, do dijela u kojem posada otiđe natrag u prošlost; Meyer je napisao središnji dio priče, koji se odigrava u 20. stoljeću, a Bennett je završio kraj. Nakon 12 dana pisanja, Meyer i Bennett su spojili svoje dijelove. U toj verziji, Gillian Taylor ostaje na Zemlji u 1986. godini kako bi se borila za opstanak kitova. Meyer je davao prednost tom "ispravnom kraju" a ne kraju u filmu, jer "kraj u filmu skreće od važnosti ljudi koji žive u sadašnjosti i uzimaju odgovornost za ekologiju kako bi spriječili probleme u budućnosti tako što rade nešto danas, umjesto da imaju fantaziju kako će biti teleportirani u utopijsku budućnost." Meyer i Bennett su izrezali ideju Krikesa i Meersona u kojoj klingonski svemirski brod preleti preko nogometne utakmice.
Nimoy je rekao da je Meyer scenariju dao "humor i društveni komentar" koji je on žarko htio. Dodao je: "nisam htio ubijanje, niti pucnjavu, niti fotonske torpede, niti eksplozije, niti stereotipnog zlikovca. Htio sam da ljudi imaju zabavno vrijeme gledajući film, a ako smo slučajno iznijeli par velikih ideja, pa, Bože moj, još bolje." Meyerov raniji film, Time After Time, se također odigravao u San Franciscu; scena u kojoj Spock onesvijesti punkera se temelji na sličnoj sceni koja je izrezana u filmu Time After Time.
Meyer je izjavio kako je pisanje teklo glatko. Poslao bi par stranica, Nimoy i Bennett bi mu se javili radi konzultacije, te bi se vratio natrag u svoj ured. Kada su Nimoy, Bennett i Meyer bili zadovoljni, pokazali su scenarij Shatneru, koji je ponudio svoje vlastite bilješke te bi potom krenula nova runda prepravljanja priče. Paramount je bio vrlo zadovoljan gotovim scenarijem.

## Efekti
Nimoy je već rano tijekom razvoja filma unajmio Industrial Light and Magic (ILM) radi dočaravanja vizualnih efekata. Scene na planetu Vulkanu su bile kombinacija igranofilmskih snimaka glumaca na setu parkirališta Paramounta te naslikanog svemirskog broda i pozadinskog pejzaža. Sekvenca odlaska svemirskog broda je snimljena tako da je svaka komponenta snimljena statičnom kamerom a švenk je postignut kompozicijom kamere kontrole pokreta. Sunce (žarulja fokusirana konveksnom lećom) je snimljeno u drugačijim propusnicama kako bi se stvorili realistični svjetlosni efekti klingonskog broda bez da se svjetlost "rasprostire" oko drugih elemenata kadra.
Radi potrebe sekvence u kojoj sonda ionizira oblake i atmosferu, stručnjaci za efekte su koristili kombinaciju natrijevog bikarbonata i efekata spremnika oblaka; vrtlog magle stvorio je spremnik vode snimljen na crnom baršunu, a boje i dinamični vrtlozi su dodadni ubacivanjem boje u spremnik. Ti kadrovi su uključeni na sliku Zemlje zajedno sa svjetlosnim efektima, stvorenih svjetlima s dvostrukom ekspozicijom dok su se gibali po ekranu.
Putovanje klingonskog svemirskog broda kroz vrijeme je bila jedna od teže izvedivih sekvenci. Dvije ploče teksturnog pleksigasa je stavljeno jedno pokraj drugog te osvjetljeno u pozadini sa snažnim, žutim svjetlom. Brazda je rotirana na kružnoj traci a ploča na početku je stvorila tzv. moiréov uzorak dok se njena pozicija gibala. Animator John Knoll je dodao sunčeve plamenove kako bi dovršio iluziju.
Prilikom putovanja kroz vrijeme, posada Enterprisea je prema scenariju prolazila kroz "snovita stanja". Upotrijebljena je kompjuterska animacija kako bi dočarala njihova halucinogena stanja. ILM je radio na temelju McQuarriejeva storyboarda te pokazala skice Nimoyju radi odobrenja sekvence. Početak sna u zapovjedničkom mostu je obojen snažno bijelom bojom. ILM je fotografirao i digitalizirao glave posade uz pomoć tehnologije za 3-D skeniranje, koju je razvio Cyberware, te je te informacije iskoristio za kompjuterske modele. Animatori su nastojali da te halucinacije ne ispadnu "odveć groteskne". 30 sekundi te animacije zahtijevao je tjednima posla za animatore. Koristili su svaki rezervni kompjuter radi obrade te CGI animacije.
Filmaši su znali da će dočaravanje kitova biti njihova najveća briga. Dow se sjeća da su čak bili spremni promijeniti novu životinju u scenariju u slučaju da efekti ne uspiju biti uvjerljivi. Kako bi se riješio taj izazov, unajmljen je stručnjak za robotiku Walt Conti. Iako Conti nije imao iskustva na filmu, Rodis je vjerovao da će njegovo inženjersko znanje pomoći u stvaranju nezavisne i održive minijature modela kita.
Conti je proučavao snimke kitova u moru te izgradio prototip robota koji se kretao uz pomoć peraja i repa, a Paramount je bio oduševljen. ILM je unajmio ilustratora i stručnjaka za oceane Pietera Folkensa kako bi napravio uvjerljivu vanjsku skulpturu oko kitovog prototipa. Završni model bio je 1,2 metara dug te je bio upravljan na daljinski. Koža modela je bila vodo-otporna kako voda ne bi prouzročila kratki spoj na motoru. Dva modela su stavljena u bazen jedne srednje škole radi dva tjedna snimanja. Postavljene su vodene kamere, ronioci i operateri motora. Točno upravljanje kitovima je bilo teško jer je ILM dodao dijatomejsku zemlju u bazen kako bi dočarali plavetnilo oceana.
Duplikat USS Enterprisea je iskorišten u završnici filma. Set iz prvog filma je također ponovno iskorišten, ali su interijeri morali biti ponovno izgrađeni. Grafički dizajner Michael Okuda je dizajnirao tipkovnice i osvijetljeni ekran za brod Federacije. Takav sustav je iskorišten i za klingonski brod, iako su funkcijske tipke bile veće.

## Odjek

### Premijera
Povratak kući je pušten u američku kino distribuciju na Dan zahvalnosti, 26. studenog 1986. Pošto su Zvjezdane staze tradicionalno slabo primljene u kinima u inozemstvu, producenti su stvorili poseban foršpan za strana tržišta koji nije stavljao naglasak na dio u naslova kojem je naziv Zvjezdane staze, te je sažeo radnje iz prethodna dva filma. Winter se prisjeća da taj marketing nije napravio nikakvu razliku. Povratak kući je bio prvi film Zvjezdanih staza koji je prikazan u Sovjetskom Savezu, a projekciju je organizirao Svjetska organizacija za zaštitu prirode 26. lipnja 1987., u Moskvi, kako bi se slavila zabrana lova na kitove. Na projekciji je uz Nimoyja bio i Bennett koji je bio zadivljen kako je film bio jednako zabavan ruskim gledateljima kao i američkim. Rekao je da je "najveličanstveniji trenutak mojeg života Zvjezdanih staza" bio kada je moskovska publika počela pljeskati prilikom McCoyjeve rečenice: "Birokratski mentalitet je jedina konstanta u svemiru. Uzet ćemo teretni brod." Bennett je vjerovao da je to bila "jasna poruka onoga što slijedi."
Vonda N. McIntyre je napisao roman za film prilikom premijere. Izdavač je bio Pocket Books, te je bio osam tjedana na listi "bestsellera" New York Timesa, a na vrhuncu je bio na #3 mjetu.
Prilikom prvog tjedna prikazivanja, Povratak kući je završio osmotjednu vladavinu filma "Crocodile" Dundee na američkim kino blagajnama. Povratak kući je zaradio 39,6 milijuna $ prilikom prva pet dana u kinima, čime je nadvisio prethodni film za tri puta. U američkim kinima, Povratak kući je zaradio 109,71 milijuna $, čime je postao peti najkomercijalniji film godine. Sveukupno, film je zaradio 133 milijuna $ diljem svijeta, uz proračun od 21 milijun $. Za šest tjedana, film je prodao kino ulaznice u vrijednosti od 81,3 milijuna $, više nego drugi i treći film, te skoro jednako kao prvi film, Zvjezdane staze: Film. Bio je to uspjeh za studio Paramount, koji je objavio pet od deset najkomercijalnijih filmova godine. Mnogi su uspjeh pripisali Franku Macusu, Sr., koji je Povratak kući pomaknuo s Božića na Dan Zahvalnosti, nakon što su istraživanja pokazala da bi film mogao oduzeti dio publike od filma Zlatno dijete.

### Kritički odjek
Povratak kući je dobio uglavnom pozitivne recenzije te su i obožavatelji uglavnom prihvatili film. Film je "opuštena, vesela, vrlo zadovoljajuća Božićna zabava" za kritičara Washington Posta, Paula Attanasia, a recenzija za BBC je pisala kako je to "jedna od najsnažnijih epizoda serije i dokaz da franšiza može podnijeti odsutnost akcije u svemiru i USS Enterprisea, a opet biti vrlo zabavna". Iako je Janet Maslin za New York Times priznala da je koncept filma "sumanut", napisala je da je svejedno uživala u njemu. Rushworth Kidder je hvalila film jer je publici dao pogled na moderan život iz drugačije perspektive, te istodobno dokazao da priča ne mora sadržavati ubojstva, nasilje ili zlikovca radi dramatične naracije.
Komedija koja se zasniva na konceptu "riba izvan vode" je dobila najviše komplimenata. The Courier-Mail je zapisao kako je film smiješniji od prethodnika, te hvalio glumce, pisce i redatelja. Newsweekov David Ansen je smatrao da je to ne samo najlakši film serijala, nego i najvjerniji duhu izvorne televizijske serije. Liam Lacey je The Globe and Mail dao negativniju recenziju, koji je kudio Nimoyjovu "nespretnu" režiju i manjak komičnog tajminga.
Vizualni efekti su također hvaljeni; a kritičari su primijetili kako efekti tu igraju manju ulogu u filmu u usporedbi s likovima i dijalozima. USA Today navodi kako je nedostatak specijalnih efekata omogućio posadi "da se dokažu sposobnijim glumcima nego ikada prije." Maslin je hvalila i iskrenost Nimoyjeve režije. Roger Ebert je dao 3,5 od 4 zvjezdice, komentirajući: "Kada su završili s pisanjem scenarija za "Zvjezdane staze IV," sigurno su svi imali blaženi smiješak na licu. Ovo je s lakoćom najapsurdniji od svih priča "Zvjezdanih staza" - a opet, začudo, također je najbolji, najsmiješniji i najzadovoljavajući u jednostavnim ljudskim terminima.".
Povratak kući je nominiran za 11 nagrada Saturn, jednako kao i Aliens po broju nominacija. Nimoy i Shatner su oboje nominirani za najboljeg glavnog glumca, a Catherine Hicks je nominirana za najbolju sporednu glumicu. Nominiran je i u kategoriji najboljeg znanstveno-fantastičnog filma, redatelja i scenarija (Steve Meerson, Peter Krikes, Harve Bennett, Nicholas Meyer). No jedinu nagradu koju je osvojio bio je za najbolje kostime. 
Nominiran je i za četiri Oscara, za najbolju fotografiju, zvuk (Terry Porter, David J. Hudson, Mel Metcalfe i Gene Cantamessa), montažu zvuka i glazbu.

## Vanjske poveznice
- stranica[neaktivna poveznica]
- Online scenarij, 11. ožujka 1986.